# يصبوغ
اليصبوغ أو الإبيسوم (بالإنجليزية: episome)‏ هو عنصر وراثي في البكتيريا يمكنه ان يكرر نفسه بشكل حر في السيتوبلازم. أو يمكن حقنه في كروموسوم البكتيريا الرئيسي وتكراره مع الكروموسوم. البلازميد Plasmid هو مثال على ذلك (أي البلازميد الذي يستطيع أن يدمج نفسه في الكروموسوم البكتيري من خلال إعادة تركيب متماثل).